# Associazione Fascista Calcio Vicenza 1936-1937
Questa voce raccoglie le informazioni riguardanti l'Associazione Fascista Calcio Vicenza nelle competizioni ufficiali della stagione 1936-1937.

## Rosa
| N. |                   | Ruolo | Calciatore         |
| -- | ----------------- | ----- | ------------------ |
|    | Italia (bandiera) | A     | Emilio Capri       |
|    | Italia (bandiera) | A     | Giuseppe Cesaro    |
|    | Italia (bandiera) | C     | Luigi Chiodi       |
|    | Italia (bandiera) |       | Michele Cimoso     |
|    | Italia (bandiera) |       | Luigi Dal Maschio  |
|    | Italia (bandiera) | C     | Lionello Filippi   |
|    | Italia (bandiera) | C     | Armando Frigo      |
|    | Italia (bandiera) |       | Enrico Galla       |
|    | Italia (bandiera) |       | Alfredo Gianesello |

| N. |                   | Ruolo | Calciatore        |
| -- | ----------------- | ----- | ----------------- |
|    | Italia (bandiera) | C     | Silvio Griggio    |
|    | Italia (bandiera) | A     | Romeo Menti       |
|    | Italia (bandiera) | P     | Bruno Monti       |
|    | Italia (bandiera) |       | Attilio Pagani    |
|    | Italia (bandiera) |       | Giuseppe Pasini   |
|    | Italia (bandiera) | C     | Benvenuto Ronzani |
|    | Italia (bandiera) | C     | Mariano Rossi     |
|    | Italia (bandiera) | A     | Pietro Spinato    |
|    | Italia (bandiera) |       | Mario Todescato   |